# غوص ترفيهي

غوص ترفيهي

الغوص الترفيهي هو نوع من أنواع الغوص الذي يمارس من أجل المتعة والترفيه. يستخدم تعبير الغوص الترفيهي للتمييز عن الغوص التقني، أو أنواع الغوص الأخرى التي تتطلب تمريناً أو حتى رخصة خاصة لممارستها، خاصة عندما يتطلب الأمر الغوص لأعماق كبيرة تحت سطح الماء لفترات طويلة.

## التاريخ
نشأ الغوص الترفيهي من نشاطات مشابهة مثل الغوص السطحي Snorkeling وصيد الأسماك بالرمح. كان المعيق الأكبر في الغوص الترفيهي هو كمية النفس الذي على الغواص أن يحبسه ليتمكن من البقاء تحت سطح الماء. كان لتطوير الرئة المائية من قبل جاك إيف كوستو عام 1943 وبذلة الغوص من قبل هيوغ برادنر Hugh Bradner في جامعة بركلي عام 1952  الأثر الكبير في انتشار الغوص الترفيهي.
مع مرور الوقت تشكلت هيئات واتحادات للتدريب على الغوص بعد أن كان في البداية محصوراً بالهيئات الحكومية. أنشأت أول هيئة غير ربحية لتعليم الغوص وهي الاتحاد الوطني لمدربي الغوص (NAUI:National Association of Underwater Instructors) وذلك عام عام 1959. والتي انقسمت لاحقاً عام 1966 ليتشكل منها اتحاد مدربي الغوص المحترفين PADI والذي هو منظمة ربحية. افتتحت مدرسة سكوبا الدولية Scuba Schools International: SSI والتي تعطي دروس نتخصصة في الغوص عام 1970.

## اقرأ أيضاً
- غوص تقني
- غوص احترافي